# Episodi di Les Mystères de l'amour (ventitreesima stagione)
La ventitreesima stagione della serie televisiva Les Mystères de l'amour è andata in onda in Francia dal 31 maggio  al 31 ottobre 2020 sul canale Telemontecarlo.
In Italia è inedita.
| nº | Titolo originale           | Titolo italiano | Prima TV Francia  | Prima TV Italia |
| -- | -------------------------- | --------------- | ----------------- | --------------- |
| 1  | De cœurs et cœurs          |                 | 31 maggio 2020    |                 |
| 2  | Efforts et réconforts      |                 | 7 giugno 2020     |                 |
| 3  | Graves accusations         |                 | 14 giugno 2020    |                 |
| 4  | Dans la douceur de la nuit |                 | 21 giugno 2020    |                 |
| 5  | Fausses joies              |                 | 28 giugno 2020    |                 |
| 6  | Rechutes en tous genres    |                 | 5 luglio 2020     |                 |
| 7  | Espoirs et désespoirs      |                 | 23 agosto 2020    |                 |
| 8  | Choc opératoire            |                 | 23 agosto 2020    |                 |
| 9  | Tendres évolutions         |                 | 23 agosto 2020    |                 |
| 10 | Doutes et révélations      |                 | 30 agosto 2020    |                 |
| 11 | Un amour brûlant           |                 | 5 settembre 2020  |                 |
| 12 | Dangereuses confessions    |                 | 6 settembre 2020  |                 |
| 13 | Priez pour nous            |                 | 12 settembre 2020 |                 |
| 14 | Complications en série     |                 | 13 settembre 2020 |                 |
| 15 | Mauvais départs            |                 | 19 settembre 2020 |                 |
| 16 | Selfie dangereux           |                 | 20 settembre 2020 |                 |
| 17 | Revanche et vengeance      |                 | 26 settembre 2020 |                 |
| 18 | Dangers nocturnes          |                 | 27 settembre 2020 |                 |
| 19 | La main de Dieu            |                 | 3 ottobre 2020    |                 |
| 20 | L’un pour l’autre          |                 | 4 ottobre 2020    |                 |
| 21 | Nuit brûlante              |                 | 10 ottobre 2020   |                 |
| 22 | Amour enflammé             |                 | 17 ottobre 2020   |                 |
| 23 | Messages personnels        |                 | 18 ottobre 2020   |                 |
| 24 | Retour de femme            |                 | 24 ottobre 2020   |                 |
| 25 | Double mensonge            |                 | 25 ottobre 2020   |                 |
| 26 | Un amour éternel           |                 | 31 ottobre 2020   |                 |